# Oberständer

Ein linker Oberständer (rot)

Der Oberständer, auch oberer Ständer, ist in der Heraldik ein Heroldsbild, das aus einem Dreieck besteht, das am oberen Schildrand anstößt und mit der Spitze zur Wappenmitte reicht.
Das Heroldsbild kann links oder rechts im Wappenschild sein.
Der Oberständer gilt als ein Segment der Ständerung.